# .ae
.ae es el dominio de nivel superior geográfico (ccTLD) para Emiratos Árabes Unidos.